# Orgellandschaft Niederbayern
Die Orgellandschaft Niederbayern, eine Orgellandschaft mit historisch bedingten regionalen Orgel-Eigenschaften, geht in ihrem heute erhaltenen Bestand bis ins 17. Jahrhundert zurück. Die bedeutendsten Orgelbauer sind Johann Ignaz Egedacher, Leopold Freundt und im 20. und 21. Jahrhundert die Firma Orgelbau Eisenbarth.

## 17. Jahrhundert

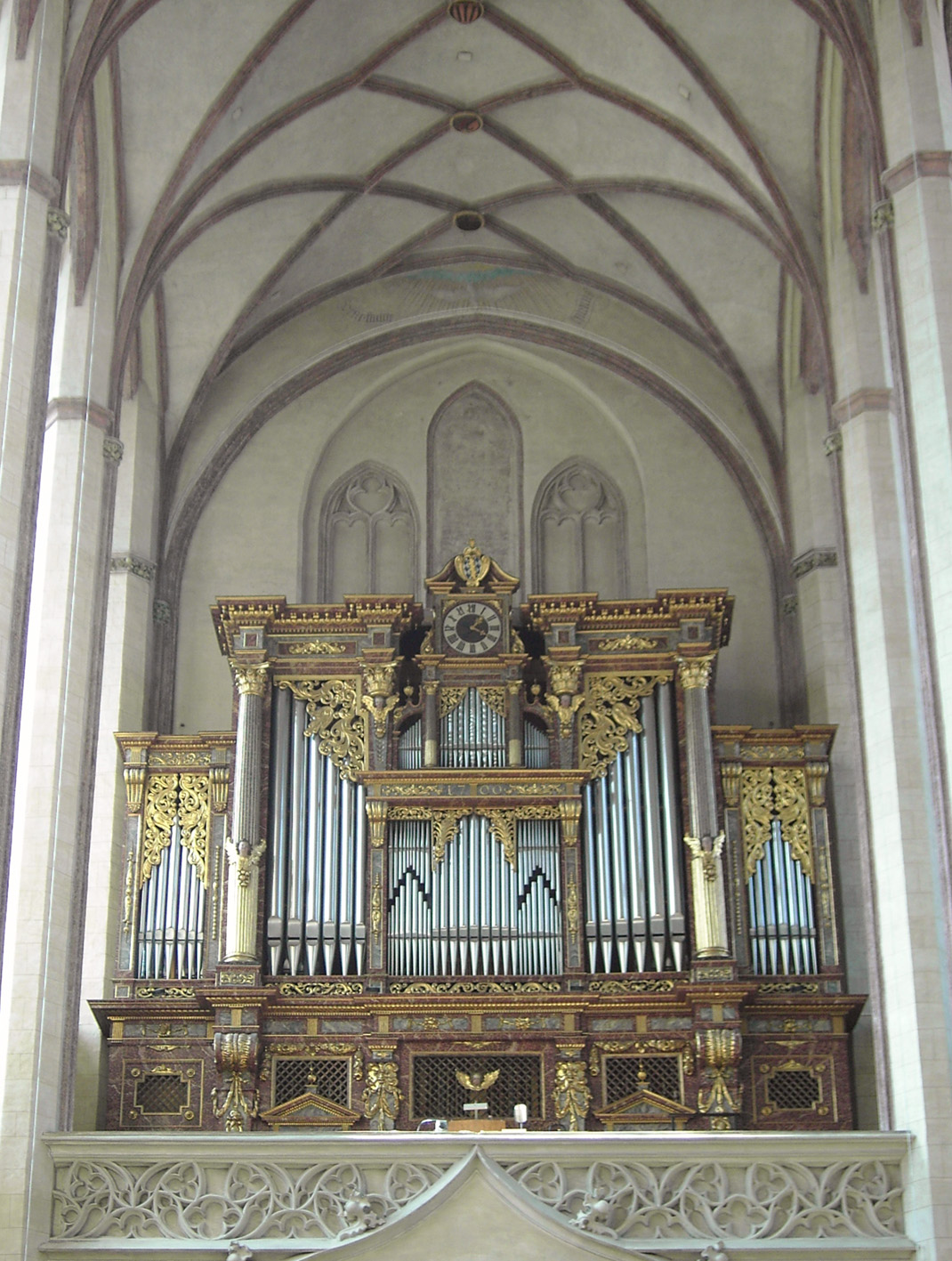
Orgelprospekt von 1680 in der Landshuter Martinskirche

Die ältesten noch erhaltenen Zeugnisse des Orgelbaus in Niederbayern gehen ins 17. Jahrhundert zurück. Über ältere Orgeln ist lediglich archivalisch berichtet. Die Zentren waren die Sitze der Rentämter Landshut, Straubing und Burghausen sowie Passau, das als Bischofsstadt damals bis weit ins heutige Österreich reichte.
Um 1680 entstand eines der ältesten noch erhaltene Orgelgehäuse in der Martinskirche in Landshut, es geht auf den Orgelbau Christoph Egedachers des II. zurück (das Instrument war fälschlicherweise dem Münchner Orgelbauer Hans Lechner, oder Christoph Egedacher I. zugeschrieben worden.) Die beiden seitlichen Anbauten sind nicht authentisch und stammen von 1914. Aufgrund stilistischer Analysen kann es dem Schreinermeister Hans Georg Weissenburger zugeschrieben werden. Der ebenfalls aus dem 17. Jahrhundert stammende Orgelprospekt Christoph Egedachers d. Ä. in der Landshuter Jesuitenkirche von 1641/42 fiel 1933 einem Brand zum Opfer.
In Passau sind die Orgelbauer Andreas Butz (1590–1657), Jakob Butz (1625–1706), Leopoldt Freundt (1640–1722) und Georg Pauer zu nennen. Von Freundt erbaute die (nicht erhaltene) Orgel des Passauer Domes.

## 18. Jahrhundert

### Landshut

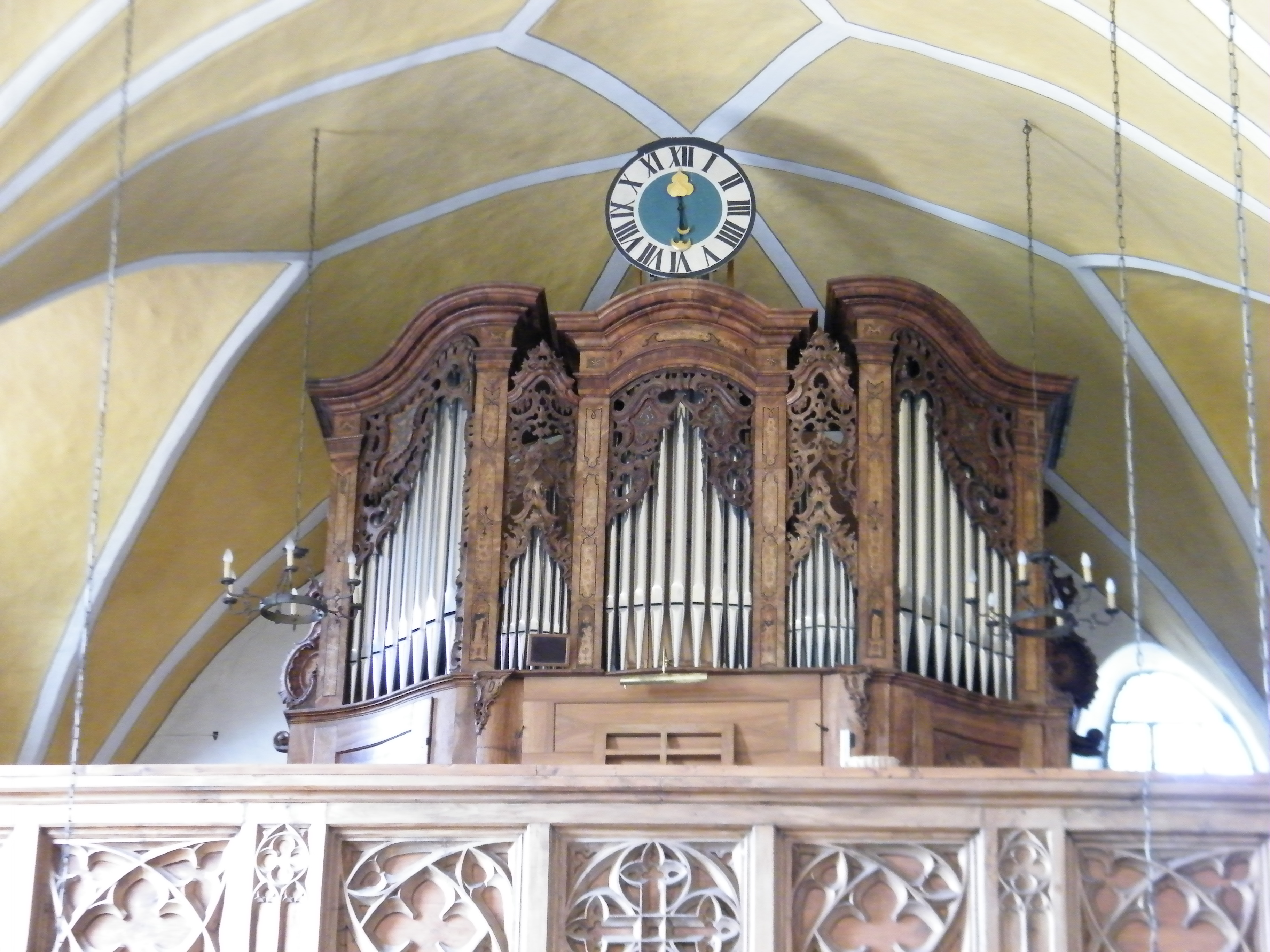
Johann Schweinacher Orgel in Aich, ursprünglich im Chorgestühl der Landshuter Dominikanerkirche

Für Landshut lässt sich ab 1722 eine kontinuierliche Orgelbautradition nachweisen. 1759 erbaute Johann Schweinacher in der Landshuter Theklakapelle auf der Empore ein Brüstungspositiv, das noch heute fast vollständig erhalten ist. Ebenfalls auf ihn gehen die Orgeln in Kloster Asbach und im Kloster Seligenthal (Landshut) zurück. Die Chororgel in der Landshuter Dominikanerkirche war im Chorgestühl aufgestellt und (deshalb) mit Intarsien von Christian Jorhan dem Älteren versehen, es wurde nach der Säkularisation in die Kirche von Aich verbracht, das wertvolle Gehäuse ist erhalten.

### Straubing
Erhalten ist in Straubing der Prospekt der Orgel Karmelitenkloster, deren Schnitzereien von Hans Georg Fux stammen. Er hat einen fünfteiligen Aufbau mit Sprenggiebeln und wird in der Mitte von einem stehenden Posaunenengel bekrönt.

### Passau

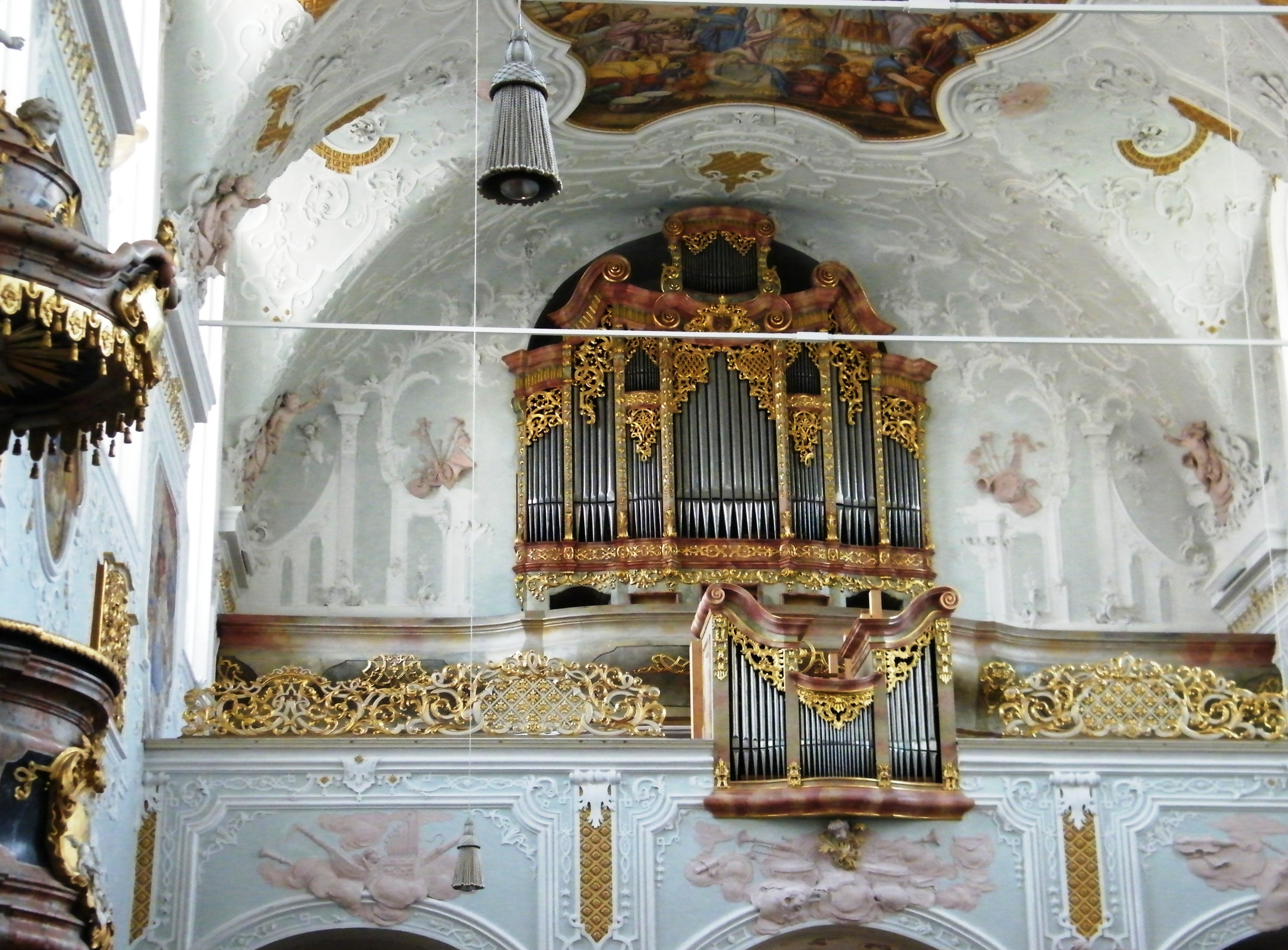
Ignaz Egedacher Orgel Vornbach

Großen Einfluss auf den Orgelbau in Niederbayern im 18. Jahrhundert hatte Johann Ignaz Egedacher. Heute noch erhalten sind die Prospekte der beiden Pfeilerorgeln des Passauer Domes von 1731. Sie befinden sich heute als Evangelien- und Epistelorgel in den Seitenschiffen. Auch die große Orgel, deren Prospekt heute die größte Orgel Europas beherbergt, fertigte er. Ferner erhalten sind die Prospekte von St. Michael (Passau), der Wehrkirche Kößlarn und von St. Salvator (Passau). Im Kloster Vornbach besteht noch eine vollständige Orgel Egedachers mit siebenfach gegliedertem Prospekt. Ein Positiv Egedachers für dieselbe Kirche befindet sich heute in der Lambergkapelle des Passauer Domes. In der Nachfolge von Egedachers Werkstatt erbaute Philipp Jakob Schmid (* 1711) 1746 die Hauptorgel mit zweigeteiltem Prospekt in der Klosterkirche Fürstenzell.

## 19. Jahrhundert

### Landshut

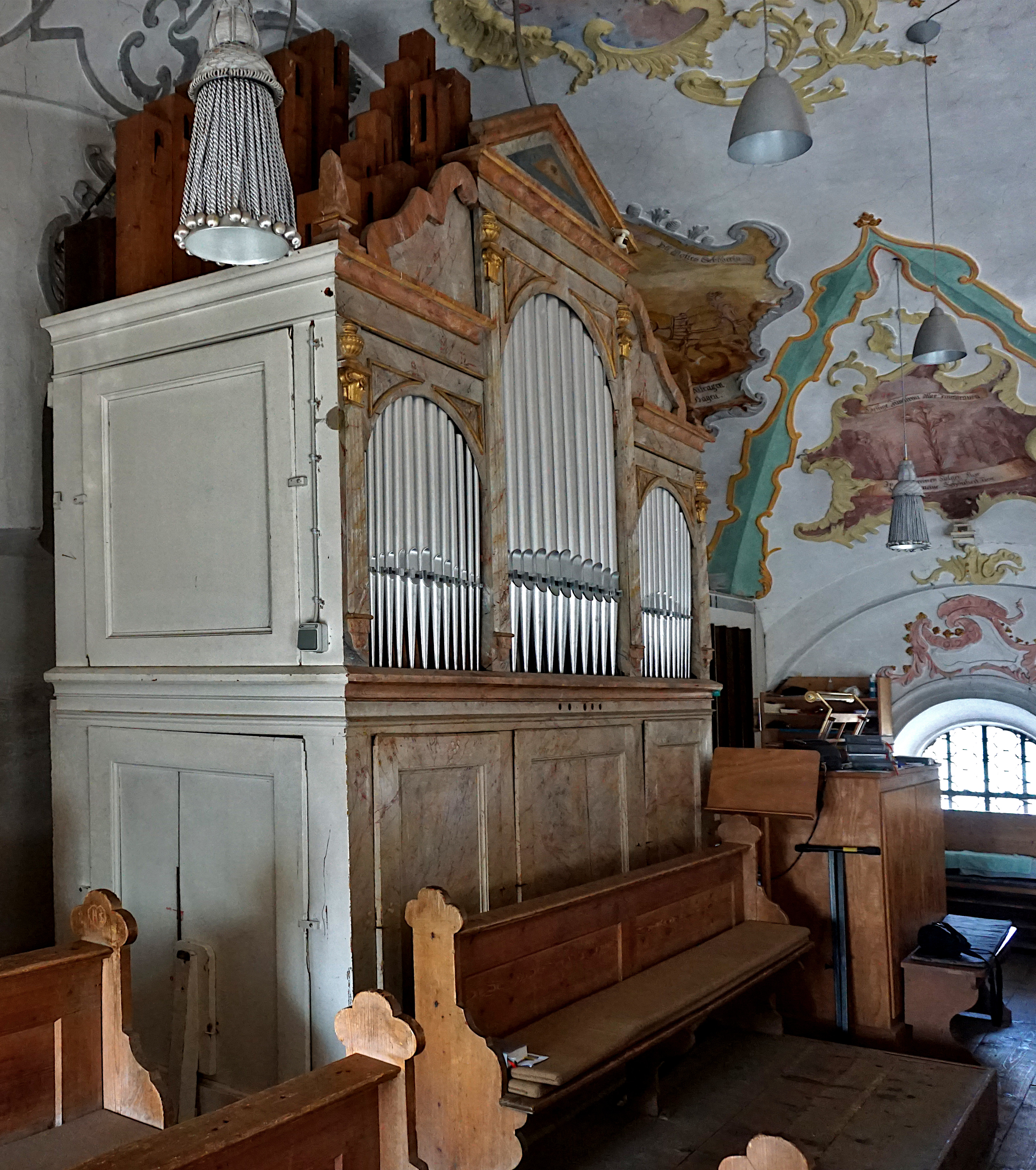
Orgel von Franz Riederer aus Landshut in der Pfarrkirche Mariä Heimsuchung in Hohenpolding

Die Werkstatt Johannes Schweinachers übernahm am 27. Januar 1792 dessen Sohn Joseph Schweinacher. Da er kinderlos blieb, übergab er es 1843 an den Passauer Johann Ehrlich (1819–1860). Nach dessen Tod ging sie an Franz Strauss (1820–1891) über, der es wiederum an Franz Riederer weitergab. Gleichzeitig mit Strauss erhielt auch erstmals ein zweiter Orgelbauer, Johann Rödl (1818–1895), eine Konzession.

### Straubing
Eine beherrschende Stellung im Straubinger Orgelbau nahm im 19. Jahrhundert Anton Ehrlich (1814–1881) ein. Er war der Bruder des Passauer Orgelbauers Adam Ehrlich und des Landshuter Orgelbauers Johann Ehrlich.

### Passau
1825 erhielt Adam Ehrlich in Passau eine Konzession zum Orgelbau. Von ihm sind sieben Orgeln erhalten. Seine Werkstatt übernahm 1861 Martin Hechenberger (1836–1919).

## 20. Jahrhundert

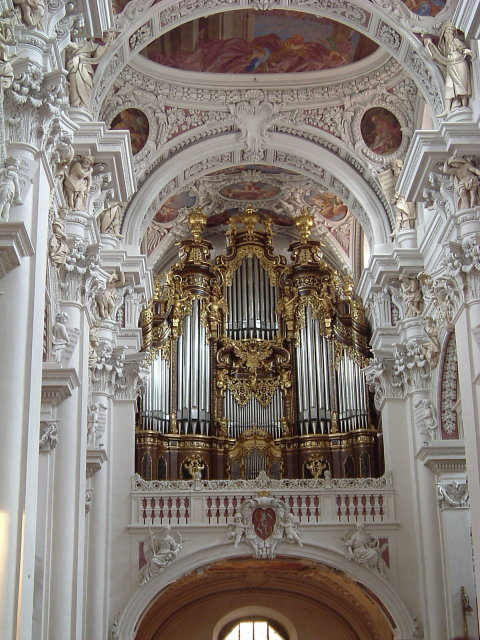
Orgel des Passauer Domes

Bis zum Zweiten Weltkrieg sind die Firmen G. F. Steinmeyer & Co. (Passauer Domorgel (1928, V, 206)), Franz Borgias Maerz, Willibald Siemann und Ignaz Weise hervorzuheben. Nach dem Zweiten Weltkrieg sind die Firmen Orgelbau Eisenbarth, Robert Kaulmann, Hermann Kloss, Friedrich Meier, Ekkehard Simon, Julius Zwirner und Michael Weise zu nennen.

## Diskografie
- Historische Orgeln Niederbayern: Sossau, Sammarei, Asbach, Altdorf, Herzogschlössl Landshut, Weltenburg, Vornbach. 1982, Christophorus-Verlag SCGLX 73961, LP (Heinz Schnauffer).
- Barockorgeln in Niederbayern. 2002, Ifo, CD (Norbert Düchtel).